# Rhodeus amarus
Rhodeus amarus es una especie de peces de la familia de los Cyprinidae en el orden de los Cypriniformes.

## Morfología
Rhodeus amarus es una especie pequeña de pez de una longitud en la mayor parte de 5-6 cm y máxima de 9 cm, con un lomo elevado y una forma típica de carpa. El pequeño morro está dirigido hacia afuera. Las escamas son, comparadas con su tamaño, relativamente grandes. La línea lateral que comienza en la cabeza llega solo hasta la quinta o sexta escama.

## Coloración
El dorso es de color verde-gris, los laterales son de color plateado brillante. Característica suya es una raya brillante de color verde-azul que comienza tras la aleta dorsal y que llega hasta la base de la cola o de la aleta caudal; la tonalidad de las hembras es en general algo más pálida. Los machos además se caracterizan por tener un anillo ocular rojo así como una coloración rojiza en la parte superior de la aleta dorsal.
En la temporada de desove se intensifican los colores de los machos de forma extraordinaria: la garganta, el pecho y la parte anterior del estómago se colorean naranja o rojo, la aleta dorsal y la aleta anal limitan con los puntos rojos y orla negra. Los laterales hasta el dorso tornasolan en todos los colores del arco iris, siendo los colores violeta y azul metálico los que más destacan. Encima de los ojos y el morro aparecen verrugas de desove y tras las branquias una mancha azul.
En este vestido de boda se les considera a los machos de la especie Rhodeus amarus como los peces de agua fría más atractivos; este es el motivo por lo que estos peces son muy interesantes para los acuarios.
En el comercio especializado se vende por lo general ejemplares más pálidos y no aptos para la reproducción.

## Hábitat
El hábitat de Rhodeus amarus, especie muy sociable, son zonas a la orilla rica en plantas en aguas estancados o agua de corriente lenta, en cuencas arenosas o con barro. Se alimentan tanto de plantas como de pequeños animales de todas las especies como larvas de insectos, Daphnias ("pulgas de agua") etc.
Una especial amenaza de la especie se debe al hecho de que faltan biotopos adecuados no sólo para Rhodeus amarus sino también para las conchas necesarias para la reproducción, ya que por lo general las aguas están contaminados y las orillas se encuentran en un estado de desnaturalización.

## Distribución geográfica
En Centroeuropa al norte de los Alpes, hacia el oeste hasta la región del río Rhône, el sur de Inglaterra (introducido allí), pero sin los países escandinavos y Dinamarca, hacia el este hasta la región del Volga y el Mar caspio.

## Reproducción
Si bien la reproducción de Rhodeus amarus es muy original, pero al menos asegura a la descendencia buena perspectiva de supervivencia a pesar de la pequeña cantidad de huevos. La presencia de conchas de la especie Anodonta cygnea o Unio tumidus son condición imprescindible para su reproducción.
Por medio de un tubo de unos 4 cm de largo manda la hembra entre dos y cuatro huevos a la branquia de una concha tal. Seguidamente manda/expele el macho su esperma sobre esta concha que este chupa con el agua para respirarse y de este modo se produce la fertilización de los huevos.
Tras transcurrir tres o cuatro semanas abandonan los pequeños Rhodeus amarus las conchas-nodrizas habiendo alcanzado ya una longitud de 11 mm.
Una hembra puede llegar a poner hasta 40 huevos, todos ellos distribuidos en el numerosos de conchas. El periodo de incubación puede durar dependiendo del clima desde abril hasta junio.